# Лувійська мова
Лувійська мова — давня індоєвропейська мова, що належить до анатолійської гілки. 

Була поширена в XV—X століттях до н. е. в південній частині Хетського царства.
Споріднені мови: лікійська, сідетська мови. Можливим нащадком могла бути стародавня каппадокійська мова, але відомостей про неї майже не збереглося.
Писемність — оригінальна мішаного характеру — ідеограми і складові знаки, існувала на території Малої Азії (лувійські ієрогліфи). Деякі написи виконані клинописом, що близькі до аккадської мови.
Лувійську мову дешифрував на початку XX століття чеський учений Бедржих Грозний, що довів її приналежність до індоєвропейських мов.
У 1990-ті роки набула поширення думка, що саме лувійською мовою говорили жителі стародавньої Трої. Під час розкопів міста виявлено офіційну канцелярську печатку з лувійським письмом.

## Граматичний нарис

### Іменник
Розрізняються два роди — загальний і середній, — і два числа — однина і множина.
| Відмінок                     | Однина     | Множина     |
| ---------------------------- | ---------- | ----------- |
| номінатив спільного роду     | -s         | -anzi,-inzi |
| акузатив спільного роду      | -n,-an     | -anzi,-inzi |
| номінатив / акузатив СР роду | -Ø,-n      | -a,-aya     |
| генетив                      | -s,-si     | -           |
| датив-локатив                | -i,-iya,-a | -anza       |
| аблатив-інструменталіс       | -ati       | -ati        |

#### Займенники
Лувійська мова має типові для мов анатолійської групи особисті займенники на apa і za-/ zi — демонстративні займенники. Відмінювання схоже на хеттську мову. У третій особі є демонстративний займенник APA
|           |             | особисті займенники | особисті займенники | Присвійні займенники |
| --------- | ----------- | ------------------- | ------------------- | -------------------- |
| самостій. | енклітич.   | самостій.           |                     |                      |
| Однина    | Перша особа | amu,mu              | -mu,-mi             | ama-                 |
| Однина    | Друга особа | tu,ti               | -tu,-ti             | tuwa-                |
| Однина    | Третя особа | (apa-)              | -as,-ata,-an,-du    | apasa-               |
| Множина   | Перша особа | anzas,anza          | -anza               | anza-                |
| Множина   | Друга особа | unzas,unza          | -manza              | unza-                |
| Множина   | Третя особа | (apa-)              | -ata,-manza         | apasa-               |

### Морфологія дієслова
Лувійська мова розрізняє 2 числа і три особи дієслова, що є поширеним серед багатьох древніх індоєвропейських мов. Є два способи: індикатив — дійсний і наказовий (імператив), але не зазначені форми умовного. Були виявлені тільки активні форми, але передбачається що існував і Медіапасив. Розрізняються лише дві часові форми — теперішній час (також приймає форму майбутнього) і минулий.
|         |             | Теперішній час (Презенс) | Минулий час (Претер) | Імператив |
| ------- | ----------- | ------------------------ | -------------------- | --------- |
| Однина  | Перша особа | -wi                      | -ha                  | -         |
| Однина  | Друга особа | -si                      | -ta                  | Ø         |
| Однина  | Третя особа | -ti (r)                  | -ta (r)              | -tu (r)   |
| Множина | Перша особа | -mina                    | -hana                | -         |
| Множина | Друга особа | -tani                    | -tan                 | -tanu     |
| Множина | Третя особа | -nti                     | -nta                 | -ntu      |